# 恋せよ女の子
「恋せよ女の子」（こいせよおんなのこ）は、田村ゆかりの8作目のシングル。2005年5月25日、KONAMIより発売（販売元はキングレコード）。

## 解説
『A&Gメディアステーション こむちゃっとカウントダウン』の「こむチャート」で、自身2度目の返り咲きVを達成した楽曲。また、1位獲得回数は計7回で、「童話迷宮」「Princess Rose」と並んで自身タイ記録（2010年現在）。

## 収録曲
1. 恋せよ女の子 [4:19]
作詞：羽月美久、作曲・編曲：小松一也
  - テレビアニメ『極上生徒会』オープニングテーマ
2. 君をつれて [5:30]
作詞：山野裕子、作曲・編曲：橋本由香利
  - 文化放送系ラジオ『田村ゆかりのいたずら黒うさぎ』エンディングテーマ（2005年4月〜2005年10月）
3. candy smile [3:23]
作詞：羽月美久、作曲・編曲：太田雅友
  - 文化放送系ラジオ『田村ゆかりのいたずら黒うさぎ』オープニングテーマ（2005年4月〜2005年10月）